# Paradise Hotel (Danmark, sæson 1)
 Denne artikel omhandler Paradise Hotel, sæson 1. Opslagsordet har også en anden betydning, se Paradise Hotel (flertydig).
Den danske version af Paradise Hotel, Sæson 1 fandt sted i 2005.
- Vært: Ibi Støving
- Vinder: Benjamin (250.000 kr.) og Dorthe (0 kr.)[2][3]
- Finalister: Mick (0 kr.) og Mascha Vang (0 kr.)
- Jury: Mads, Charlotte, Bettu, Nicolaj, Jens, Freia og Lisbeth
- Mr. Paradise: Bjørn[4]
- Miss Paradise: Anne[5]
- Hotellets toyboy: Mick
- Titelmelodi: Alex – Paradise
- Antal afsnit: 48
- Antal deltagere: 26

(Benjamin valgte efterfølgende at dele den kvarte million med Bettu)

## Deltagere i Sæson 1
| Navn                         | Fra              | Tjekket ind  | Tjekket ud    |
| ---------------------------- | ---------------- | ------------ | ------------- |
| Benjamin Knudsen             | Hvidovre         | Ep 13        | VINDER        |
| Dorthe Krabbe                |                  | Ep 25        | VINDER        |
| Mascha Vang                  |                  | Ep 1         | Finalen       |
| Mick Bang                    |                  | Ep 1         | Finalen       |
| Mads Jensen, (Jury)          | Nykøbing Falster | Ep 1         | Ep 47         |
| Charlotte Laugesen, (Jury)   |                  | Ep 16, 41    | Ep 29, 47     |
| Bettu Mekonen, (Jury)        |                  | Ep 1         | Ep 46         |
| Nicolaj Vitting, (Jury)      |                  | Ep 21        | Ep 45         |
| Jens, (Jury)                 |                  | Ep 29, 41    | Ep 35, 44     |
| Freia, (Jury)                |                  | Ep 16, 29    | Ep 17, 43     |
| Lisbeth Kiel Larsen, (Jury)  |                  | Ep 1, 19, 37 | Ep 18, 29, 42 |
| Stine Nyboe                  |                  | Ep 25, 29    | Ep 25, 40     |
| Adam Thulin                  |                  | Ep 1, 37     | Ep 8, 40      |
| Simon Ros Kirkegaard         |                  | Ep 33        | Ep 38         |
| Nicolas Sander Holm          |                  | Ep 33        | Ep 36         |
| Bjørn Bjarne Jacobsen        |                  | Ep 1         | Ep 32         |
| Anne                         |                  | Ep 1         | Ep 28         |
| Samir Skov Olsen             |                  | Ep 22        | Ep 24         |
| Søren                        |                  | Ep 5         | Ep 23         |
| Diana Godske                 |                  | Ep 9         | Ep 20         |
| Claus William Pries-Reinhold |                  | Ep 1         | Ep 16         |
| Dennis Stein Mantzius        |                  | Ep 13        | Ep 13         |
| Lisa                         |                  | Ep 9         | Ep 12         |
| Sanaz Fatehi                 |                  | Ep 1         | Ep 9          |
| Andreas                      |                  | Ep 5         | Ep 5          |
| Karoline Em                  |                  | Ep 1         | Ep 4          |